# Maria Pawlikowska-Jasnorzewska
Maria Janina Teresa Pawlikowska-Jasnorzewska (uttal: [pavlikɔʹfskajaznɔʒɛʹfska]), född Kossak den 24 november 1891 i Kraków, död den 9 juli 1945 i Manchester, Storbritannien, var en polsk poet och dramatiker. Hennes diktning är ofta självironisk, med vardagspsykologiskt djup, och ensamhet och undergång är återkommande motiv i hennes författande. Hon bodde under andra världskriget som flykting i Storbritannien.

## Biografi
Pawlikowska-Jasnorzewska var dotter till målaren Wojciech Kossak. I sin ungdom både målade och skrev hon, men efter att hon gifte sig med sin andra make, Jan Pawlikowski, tog diktandet överhanden. Efter skilsmässan från Pawlikowski 1929 anslöt sig Pawlikowska till den så kallade Skamandergruppen, vars medlemmar ville skapa ett poesispråk som skildrade den moderna människans vardag, utan att för den sakens skull vilja gå utanför diktandets traditionella ramar. Bland annat i hennes diktsamlingar Niebieskie migdały ('Blå mandlar', 1922) och Paryż ('Paris', 1929) är ensamhets- och undergångsstämningar återkommande teman.
Från 1924 skrev Pawlikowska-Jasnorzewska även dramer. Hennes verk behandlade ofta kontroversiella ämnen, såsom abort, utomäktenskapliga förhållanden och incest, och hon jämfördes ofta med Oscar Wilde, George Bernard Shaw och Stanisław Ignacy Witkiewicz. Totalt skrev Pawlikowska-Jasnorzewska tolv diktsamlingar och 15 dramer. 1980 års Nobelpristagare i litteratur, Czesław Miłosz, kallade henne för en "polsk Sapfo".
Vid krigsutbrottet 1939 flydde Pawlikowska-Jasnorzewska till Storbritannien tillsammans med sin tredje make, Stefan Jasnorzewski. Där insjuknade hon i bencancer och avled 1945, 53 år gammal.

## Utmärkelser
Asteroiden 4114 Jasnorzewska är uppkallad efter henne.